# Leucochrysa (Nodita) nativa
Leucochrysa (Nodita) nativa is een insect uit de familie van de gaasvliegen (Chrysopidae), die tot de orde netvleugeligen (Neuroptera) behoort. 
Leucochrysa (Nodita) nativa is voor het eerst wetenschappelijk beschreven door Navás in 1911.